# Élise Masson
Élise Oscarine Masson, connue sous le nom de scène d’Elisa Masson, est une mezzo-soprano française née en 1824 ou 1825 à Paris, où elle est morte le 2 avril 1867.

## Biographie
Élise Masson se produit pour la première fois sur scène à l’Opéra-Comique en 1843, en interprétant le rôle de Camille dans Zampa, de Ferdinand Hérold. Elle part ensuite en province et joue notamment à Nantes et Toulouse entre 1845 et 1847 ; avant de revenir à Paris, chantant entre autres Odette dans Charles VI. Elle donne sa première représentation à l’Opéra de Paris en 1847 dans le rôle de Léonor dans la Favorite, puis crée le rôle-titre de Jeanne la Folle de Louis Clapisson.